# Triquiasis
La triquiasis es una enfermedad ocular que consiste en una alteración de las pestañas, las cuales crecen de forma anómala en dirección al ojo, lo que ocasiona que rocen con la córnea y la conjuntiva,  provocando lagrimeo, erosiones, irritación e incluso úlceras corneales. El borde del párpado tiene una posición normal, a diferencia de lo que ocurre en el entropión, donde el borde del párpado está plegado hacia el interior del ojo.

## Causas
Puede estar originada por múltiples causas, entre ellas anomalías congénitas en el desarrollo del párpado, traumatismos oculares, quemaduras del ojo por álcalis, quemaduras térmicas o infecciones que afectan al ojo, como el tracoma.

## Tratamiento
En caso de irritación importante de la córnea, el tratamiento inicial consiste en retirar las pestañas que crecen en dirección al ojo mediante una pinza fina. Si existe queratitis, es preciso tratarla mediante colirios con antibióticos o antiinflamatorios bajo la supervisión de un oftalmólogo.
Para el tratamiento definitivo existen diversos procedimientos: la extirpación mecánica, la electrólisis y la crioterapia. Si fracasan estos métodos, se recomienda la cirugía. Se pueden emplear varias técnicas de cirugía plástica, dependiendo de la edad del paciente y la gravedad de la afección. Una de ellas es la marginoplastia con colocación de un injerto libre de mucosa.